# Phnom Krom
13°17′8,64″B 103°48′43,85″Đ / 13,28333°B 103,8°Đ

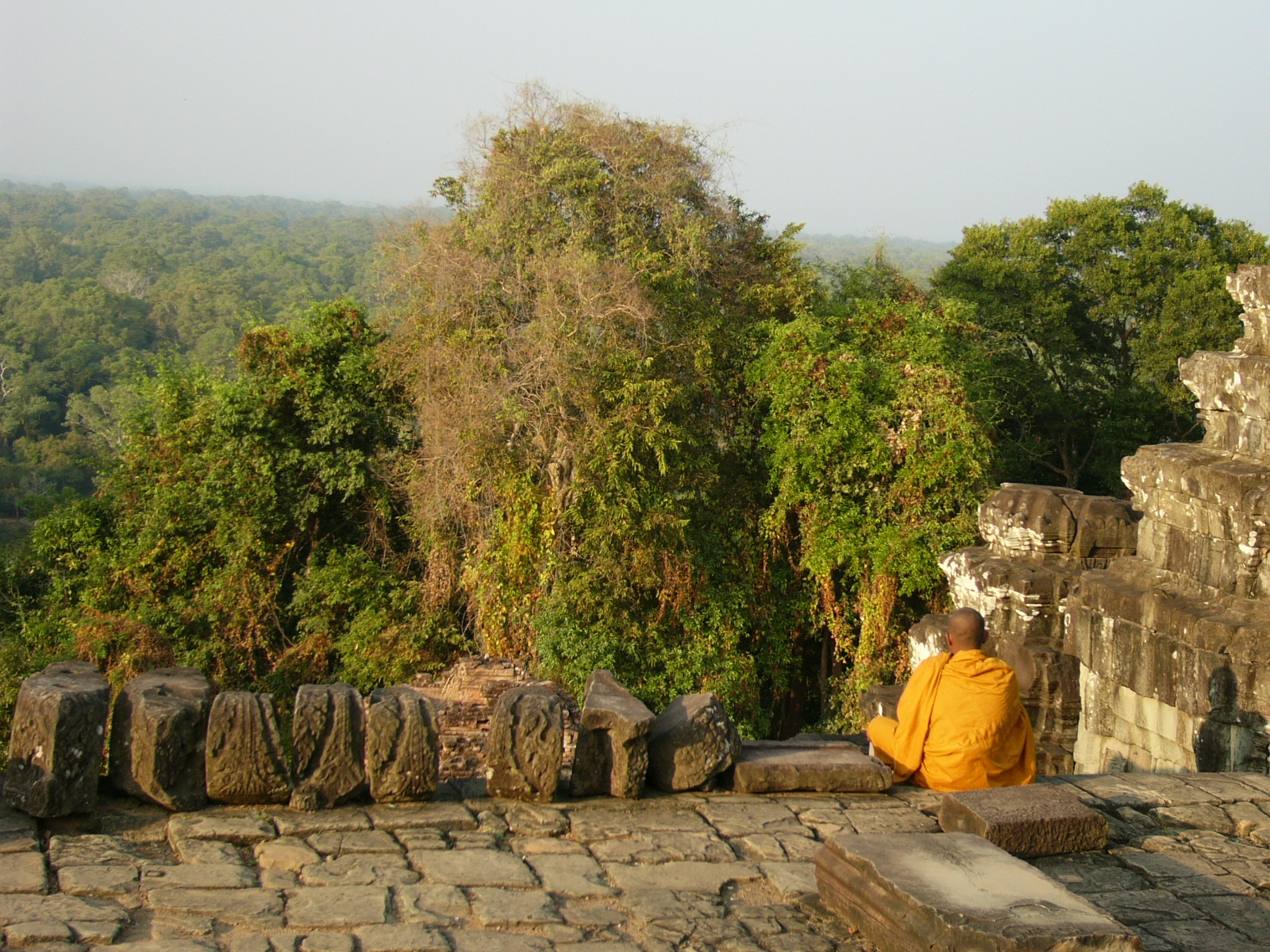
Đền Phnom Krom

Phnom Krom là một ngôi đền nằm trên đỉnh đồi ở Angkor, Campuchia. Ngôi đền này được xây cuối thế kỷ thứ 9 dưới thời vua Yasovarman (889-910). Đền Phnom Krom cách Xiêm Riệp 12 km về phía tây nam, là một ngôi đền dành cho việc thờ thần các Hindu Shiva, Vishnu và Brahma.
Ngôi đền nhìn về hướng đông và có tường bao xây bằng đá ong.
Phnom Krom là ngôi đền cực nam trong 3 ngôi đền trên đỉnh đồi được xây ở khu vực Angkor trong thời kỳ trị vì của Yasovarman. Hai ngôi đền kia là Phnom Bakheng và Phnom Bok.
Ngọn đồi nơi Phnom Krom đứng trên đỉnh có nhiều đá; huyền thoại địa phương cho rằng các phiến đá đã được tướng khỉ Hanuman phơi ra trong cuộc săn lùng thuốc trong sử thi Ramayana. Khu vực ngoài cổng tây của ngôi đền cho du khách một tầm nhìn ngoạn mục hồ Tonlé Sap.